# Віта (річка)
Ві́та (давня назва — Вита́ від слова "витися", "витати") — річка в Україні, на Придніпровській височині, в межах Обухівського та  Києво-Святошинського районів Київської області та Києва. Права притока Дніпра — впадає в нього в межах Києва (в районі Віти-Литовської, Жуків острова). Значною мірою басейн річки знаходиться в приміській зоні за межами інтенсивної міської забудови, що вберегло р. Віта та її притоки від "одягання" в бетон. В її басейні знаходяться об'єкти, що є природними, історичними та археологічними пам'ятками.  

## Гідрографічна характеристика

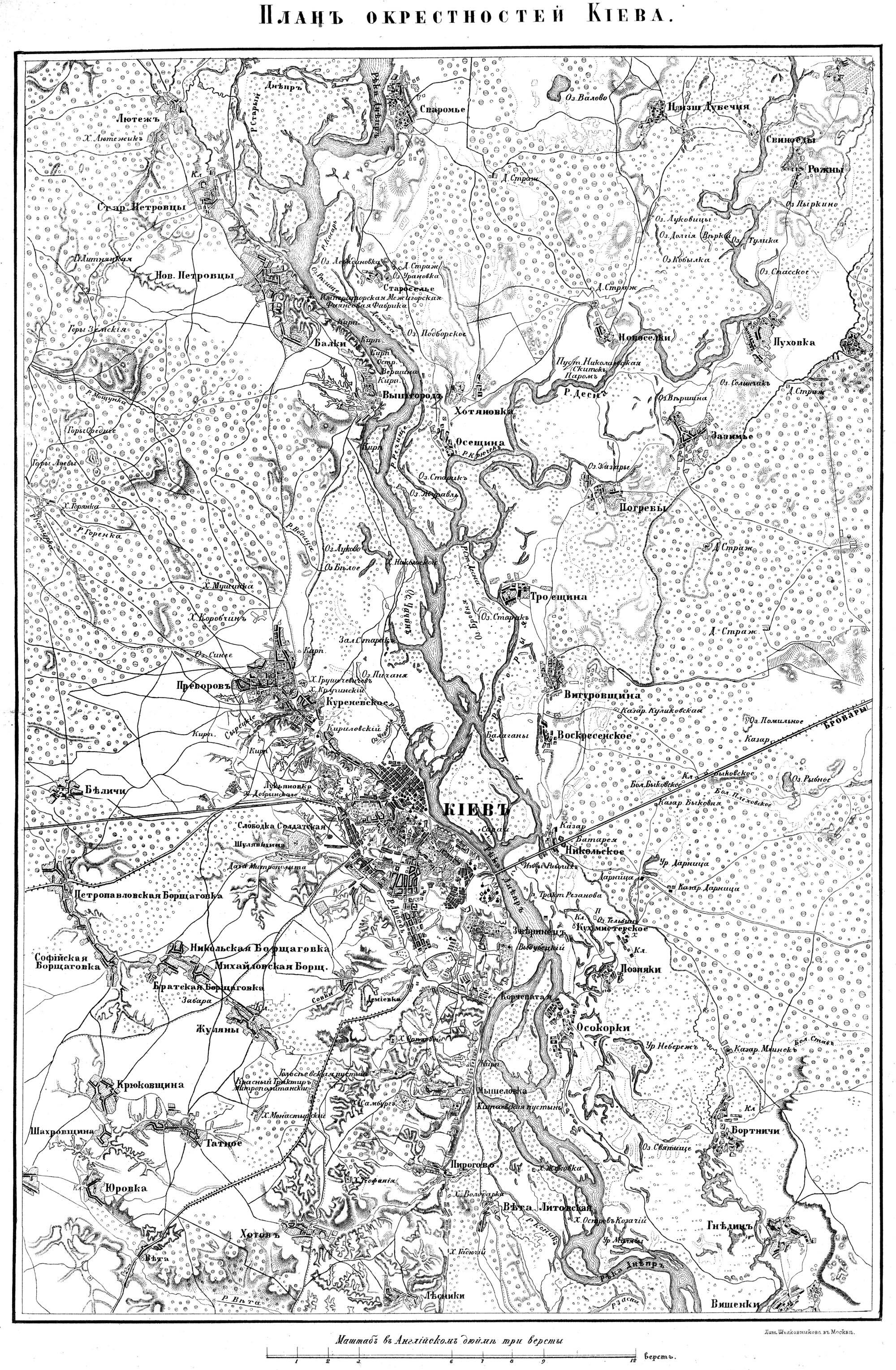
Карта околиць Києва, середина ХІХ ст. (з позначенням р. Віта)

Річка Віта бере свій початок за 2 км на північний захід від с. Підгірці, Обухівського району. В її басейні знаходяться також села Ходосівка та Лісники, а також місцевості в межах Голосіївського району Києва — Пирогів та Віта-Литовська.  
Довжина р. Віта — 13,9 км, площа басейну — 244 км². Пересічна ширина річища у середній течії 7 м, долини — 2,5 км. Річище прямолінійне, місцями штучно спрямлене (21,5 % довжини). 
В районі Києва, на південній околиці селища Віта-Литовська, до Віти зліва впадають річки Сіверка і Петіль, а трохи нижче за течією — Струмок Віта (річка Мала Віта), що бере свій початок у селищі Хотів. Причому, притока Сіверка є значно довшою (29,2 км), ніж сама річка Віта. Віта впадає у Дніпро на південь від Жуків острова. 

## Стік та якість води
Річка розташована на південній околиці Києва, за межами міської забудови. Тече в північно-східному напрямку — в бік, протилежний течії Дніпра, тому має дуже малий похил — 0,165 м/км. Після створення Канівського водосховища Віта зазнала підпору. Це призвело до ще більшого уповільнення течії й сильного заростання ричіща. Трапляються випадки, коли через зміни рівня води у Дніпрі її рух у гирлі змінюється на зворотний. 
Середня багаторічна витрата води — 0,58 м³/секунду. Середній багаторічний обсяг стоку води — 18,3 млн м³ на рік. Причому, більше ніж половина стоку формує річка Сіверка.
За хімічним складом вода гідрокарбонатно-кальцієвого складу з мінералізацією близько 770 мг/дм³ та твердістю води 6,6 мг-екв/дм³.
На показники якості води в річці впливає полігон захоронення побутових відходів неподалік від села Пирогів. Фільтрат, що утворюється в тілі полігону, забруднює підземні води, які своєю чергою є складниками річкового стоку.

## Природні та історичні пам'ятки в басейні річки
- Юрівський ландшафтний заказник - об'єкт природно-заповідного фонду Київської області.
- Лісники - ботанічний заказник загальнодержавного значення, який є природоохоронною територією і входить до складу Голосіївського національного природного парку.
- Садово-парковий комплекс НАН України "Феофанія".
- Ходосівське городище скіфських часів (V ст. до н.е.).
- Хотівське городище скіфських часів (IV–VI ст. до н.е.) - пам’ятка археології України національного значення.
- Змієві вали - фрагменти залишків валів біля сіл Ходосівка та Круглик.
- Фрагмент тунельного переходу під  Дніпром — близько 40 метрів військового секретного тунельного переходу, який будувався у 1936-1941 рр. під річищем Дніпра, як складова частина Київського укріпленого району (фрагмент на поверхні, у заплаві Струмка Віта між Хотовом та Пироговом).
- Археологічні пам'ятки басейну річки Віти описано В.О.Петрашенко та В.К.Козюбою[2].

## Цікаво знати
Про назву
- За розповідями старожилів, місцеві мешканці  річку українською називали не Ві́та, а Вита́ (з наголосом на останній склад) від слова «вита́ти"  ("витися»), тобто «річка, яка вита́є (в'ється)».
- З таким же наголосом вживалося слово "Вита́" і до назви села Віта-Литовська (у 1957 р. включено у межі Києва). Причому, говорилося скорочено - село Вита́.
- Російською у ХІХ ст. (Д. П. де ля Фліз, 1854 р. та Л. Похилевич, 1864 р.) річку називали "Вета"[3][4]).
- Струмок Віта, який сьогодні ще називають річка Мала Віта[1], у працях краєзнавців ХІХ ст. називався річка Хотівська (за Д. П. де ля Флізом)[3], річка Хотівка (за Л. Похилевичем)[4], - від назви Хотів - передмістя Києва, через яке вона протікає.

Про розміри
- Раніше, зокрема в працях Д. П. де ля Фліза[3] (1854 р.) та Л. Похилевича[4] (1864 р.)  витоком річки Віта (рос. - Вета) вважався витік теперішньої річки Сіверка, яка  на сучасних картах є  лівою притокою Віти (протікає через населені пункти Віта-Поштова, Круглик, Кременище, Ходосівка). Див. також карту ХІХ ст. Таким чином, річка Віта в такому форматі була значно довшою.